# Библиография Вальтера Скотта

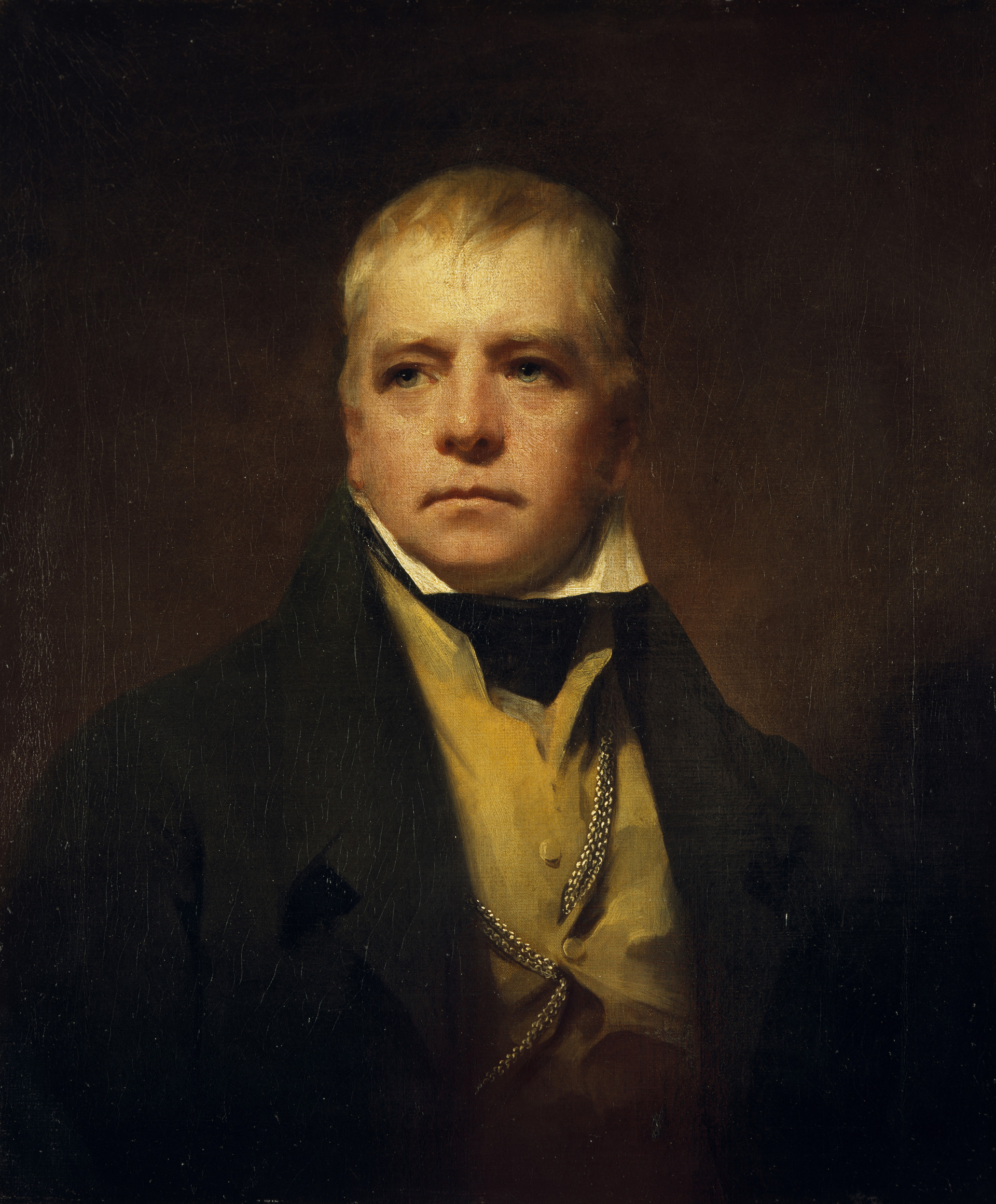
Вальтер Скотт. Портрет работы Генри Рейберна, 1822

Британский писатель Вальтер Скотт (1771—1832) начал свою литературную деятельность с переводов с немецкого и собирания шотландских народных баллад, которые он подвергал литературной обработке. С 1803 года он писал поэмы, с 1814 года — романы, которые до 1827 года издавал без указания своего авторства. Параллельно Скотт работал над статьями, рецензиями и историческими монографиями. Наиболее полное собрание сочинений Скотта на русском языке включает 22 тома.

## Список произведений

### Стихи и поэмы
- Ленора (англ. Lenore, 1796), перевод баллады Готфрида Августа Бюргера[1]. Вышел без указания переводчика[2].
- Дикий охотник (1796), перевод баллады Готфрида Августа Бюргера[1]. Вышел без указания переводчика[2].
- Гленфинлас, или Плач по лорду Роналду (англ. Glenfinlas, or Lord Ronald's Coronach, 1798), баллада[3], опубликована в сборнике «Волшебные рассказы»[4].
- Замок Смальгольм, или Иванов вечер (англ. The Eve of St. John, 1800), баллада, опубликована в сборнике «Волшебные рассказы»[5].
- Песни шотландской границы (англ. Minstrelsy of the Scottish Border; первый и второй тома в 1802[6], третий в 1803[7]), сборник баллад[8]. Скотт написал для этого издания предисловие и комментарии[9].
- Песнь последнего менестреля (англ. The Lay of the Last Minstrel, 1805), поэма[10][11][12].
- Сборник баллад и лирических стихотворений (1806)[13].
- Мармион (англ. Marmion, 1808), поэма[14][15][16].
- Дева озера (англ. The Lady of the Lake, 1810), поэма[17][18][19].
- Видение дона Родерика (англ. The Vision of Don Roderick, 1811), поэма[20].
- Рокби (1813), поэма[21][18][22].
- Невеста Трайермейна или Трирменская свадьба (1813)[21].
- Повелитель островов (1814)[23][24].
- Поле Ватерлоо (1815)[25][26].
- Пляска смерти (стихотворение, 1815), вышла в «Эдинбург эньюэл реджистер»[25].
- Гарольд Неустрашимый (1817)[27][28][29].

### Пьесы
- Гёц фон Берлихинген (1799), перевод пьесы Иоганна Вольфганга Гёте. Это первая публикация, которую Скотт подписал своим именем[4].
- Хэлидон Хилл (1822)[30].
- Крест Макдаффа (1823).
- Проклятие Деворгойла (1829—1830).

### Романы
- Куинху-холл (1808), роман, начатый Джорджем Страттом[14].
- Уэверли, или Шестьдесят лет назад (англ. Waverley; or 'Tis Sixty Years Since; 1814), опубликован без имени автора[31][32][33].
- Гай Мэннеринг, или Астролог (англ. Guy Mannering or The Astrologer; 1815)[23][34][35].
- Антикварий (англ. The Antiquary; 1816)[36][37][38].
- Чёрный карлик (англ. The Black Dwarf; 1816), вышел в составе первой части «Рассказов трактирщика»[36][39][40].
- Пуритане (англ. Old Mortality или The Tale of Old Mortality, буквальный перевод «Старые кости»[41]; 1816), вышел в составе первой части «Рассказов трактирщика»[36][39][42].
- Роб Рой (англ. Rob Roy; 1817)[43][44][45].
- Эдинбургская темница (англ. The Heart of Midlothian, букв. «Сердце Мидлотиана» или «Сердце страны»; 1818), вторая часть «Рассказов трактирщика»[43][46][47].
- Легенда о Монтрозе (англ. A Legend of Montrose; 1819), вышла в составе третьей части «Рассказов трактирщика»[48][49][50].
- Ламмермурская невеста (англ. The Bride of Lammermoor; 1819), вышла в составе третьей части «Рассказов трактирщика»[48][49][51].
- Айвенго (англ. Ivanhoe: A Romance; 1819)[52][53][54].
- Монастырь (англ. The Monastery; 1819)[52][55][56].
- Аббат (англ. The Abbot; 1820), продолжение «Монастыря»[57][58].
- Кенилворт (англ. Kenilworth; 1821)[57][59][60].
- Пират (англ. The Pirate; 1821)[61][62][63].
- Приключения Найджела (англ. The Fortunes of Nigel; 1822)[30][64][65].
- Певерил Пик (англ. Peveril of the Peak; 1823)[66][67][68].
- Квентин Дорвард (англ. Quentin Durward; 1823)[69][70][71].
- Сент-Ронанские воды (англ. Saint Ronan's Well; 1823)[72][73][74].
- Редгонтлет (англ. Redgauntlet. A Tale of the Eighteenth Century; 1824)[72][75].
- Талисман (англ. The Talisman; 1825), часть цикла «Рассказы о крестоносцах»[76][77].
- Обручённая (англ. The Betrothed; 1825), часть цикла «Рассказы о крестоносцах»[76][77][78].
- Вудсток, или Кавалер (англ. Woodstock, or The Cavalier. A Tale of the Year Sixteen Hundred and Fifty-one; 1826)[79][80][81].
- Пертская красавица, или Валентинов день (англ. The Fair Maid of Perth; Or, St. Valentine's Day; 1828), вторая часть «Кэнонгейтских хроник»[82][83].
- Карл Смелый (англ. Anne of Geierstein, or The Maiden of the Mist, «Анна Гейернштейнская, дева Мрака»; 1829)[84][85].
- Граф Роберт Парижский (англ. Count Robert of Paris; 1831), вышел в составе четвёртой части «Рассказов трактирщика»[86][87].
- Замок опасный (англ. Castle Dangerous; 1831), вышел в составе четвёртой части «Рассказов трактирщика»[86][87].
- Осада Мальты (англ. The Siege of Malta; 1832)[88].

### Малая проза
- Кэнонгейтские хроники (1827; были изданы с указанием Скотта как автора, но в предисловии их создание приписано миссис Бетьюн Бэлиол[89][90]):
  - Два гуртовщика (англ. The Two Drovers)[91][92].
  - Вдова горца (англ. The Highland Widow)[91][92].
  - Дочь врача[91][92].
- Рассказы из альманаха «Кипсек»
  - Смерть лэрда Джека (1828)
  - Комната с гобеленами, или Дама в старинном платье (1828).
  - Зеркало тётушки Маргарет (1828).
- Бицарро (англ. Bizarro; 1832)[88].

### Статьи, рецензии, монографии
- Рецензия на поэму Роберта Саути «Амадис Галльский» (1803), вышла в «Эдинбург ревью»[93].
- Рецензия на антологию шотландской поэзии Сиболда (1803), вышла в «Эдинбург ревью»[93].
- Рецензия на «Жизнь Чосера» Уильяма Годвина (1804), вышла в «Эдинбург ревью»[10].
- Рецензия на антологию средневековой английской поэзии, опубликованную Эллисоном (1804), вышла в «Эдинбург ревью»[10].
- О жизни и творчестве Томаса Чаттертона (1804), статья, вышла в «Эдинбург ревью»[10].
- Статья о новом издании сочинений Эдмунда Спенсера (1805), вышла в «Эдинбург ревью»[10].
- Статья о романе Уильяма Годвина «Флитвуд, или Новый человек чувства» (1805), вышла в «Эдинбург ревью»[10].
- Статья о переводе хроник Жана Фруассара (1805), вышла в «Эдинбург ревью»[10].
- Рецензия на сборник стихов и переводов Уильяма Эрберта (1806), вышла в «Эдинбург ревью»[13].
- Рецензия на две антологии английского рыцарского романа (1806), вышла в «Эдинбург ревью»[13].
- Вступительная статья к «Воспоминаниям капитана Карлтона о войне за испанское наследство» (1808)[14].
- Наследие Роберта Бёрнса, состоящее преимущественно из писем, стихотворений и критических заметок о шотландских песнях (1809), вышла в «Куортерли ревью»[17].
- Рецензия на «Исторические хроники о Сиде», изданные Робертом Саути (1809), вышла в «Куортерли ревью»[17].
- Рецензия на «Путешествие по Шотландии» Джона Карра (1809), вышла в «Куортерли ревью»[17].
- Вступительная статья в собрании сочинений Анны Сьюард (1810)[20].
- Статья о Патрике Кери (1812), вышла в «Эдинбург эньюэл реджистер»[21].
- Вступительная статья в собрании сочинений Джонатана Свифта (1814)[31].
- Письма Павла к его родне (1816)[36].
- История 1814 года (1816), вышла в «Эдинбург эньюэл реджистер»[36].
- «Странствия Чайльд-Гарольда» (Песнь III), «Шильонский узник», «Сон» и другие поэмы лорда Байрона (1816), вышли в «Куортерли ревью»[36].
- Рассказы трактирщика (1817), статья, вышла в «Куортерли ревью»[27].
- Вступительная статья в сборнике «Древности шотландской границы» (1817)[43].
- Рыцарство (1818), статья в составе «Британской энциклопедии»[43].
- Рецензия на «Историю церкви» Кирктона (1818)[43].
- Рецензия на роман Мэри Шелли «Франкенштейн» (1818)[43].
- Рецензия на письма Хораса Уолпола (1818), вышла в «Куортерли ревью»[48].
- Рецензия на четвёртую песнь «Странствий Чайльд-Гарольда» Байрона (1818), вышла в «Куортерли ревью»[48].
- Серия топографических и исторических очерков для сборника «Местные достопримечательности Шотландии» (1818)[48].
- Драма (1819), статья для энциклопедии Констебла[52].
- Жизнь Смоллетта (1821), в составе собрания сочинений Тобайаса Смоллетта[61].
- Биография Чарлза Джонстона (1822)[66].
- Биография Лоренса Стерна (1822)[66].
- Биография Оливера Голдстмита (1822)[66].
- Биография Сэмюэла Джонсона (1822)[66].
- Биография Генри Макензи (1823)[66].
- Биография Хораса Уолпола (1823)[66].
- Биография Клары Рив (1823)[66].
- Биография Сэмюэла Ричардсона (1823)[72].
- Рыцарский роман (1823), статья для Британской энциклопедии[72].
- Смерть лорда Байрона (1824), некролог в «Эдинбург уикли джорнал»[72].
- Биография Роберта Бейджа (1824)[72].
- Биография Ричарда Камберленда (1824)[72].
- Биография Шарлотты Тёрнер Смит (1825)[94].
- Предисловие к мемуарам мадам де Ларошжаклен (1825)[95].
- Письма Малаки Мэлегроутера (1826), цикл статей, опубликованный в «Эдинбург уикли джорнал»[95].
- Статья о Джоне Филипе Кембле (1826), вышла в «Куортерли ревью»[79].
- Рецензия на мемуары драматурга Хью Келли (1826), вышла в «Куортерли ревью»[79].
- Рецензия на книгу Генри Макензи «Жизнь и творчество Джона Хоума» (1827), вышла в «Куортерли ревью»[96].
- Жизнь Наполеона Бонапарта (1827)[96][97].
- О сверхъестественном в литературе и, в частности, о творчестве Эрнста Теодора Гофмана (1827), «Куортерли ревью»[96].
- Освоение невозделанных земель (1827), очерк, вышедший в «Куортерли ревью»[91].
- О декоративном садоводстве (1827), очерк, вышедший в «Куортерли ревью»[91].
- Рассказы из истории Франции (1827)
- Религиозные рассуждения мирянина (1828), сборник проповедей[91].
- О ландшафтном садоводстве (1828), статья, вышедшая в «Куортерли ревью»[82].
- Статья о Мольере (1828), вышла в «Форейн куортерли ревью»[82].
- Дедушкины рассказы (1828—1830)[98][99].
- История Шотландии (1829—1830)[84].
- Рецензия на книгу Питкерна «Старинные уголовные процессы» (1830)[84].
- Письма о демонологии и колдовстве (1830)[84].
- Вводные замечания о народной поэзии и о различных сборниках британских (преимущественно шотландских) баллад (1830)[84].
- Рецензия на «Жизнь Бэньяна» Роберта Саути (1830)[100].

### Другое
- Мемуары
- Дневник
- Письма

## Собрания сочинений
- Собрание стихотворений и поэм в 10 томах (1819), изданное Джеймсом Баллантайном[48].
- Собрание романов и повестей в 12 томах (1819), изданное Джеймсом Баллантайном[48].
- Собрание «Исторических романов автора „Уэверли“ в шести томах» (1821), изданное Джеймсом Баллантайном[61].
- Полное собрание романов (с 1829 года)[84][101].